# Kyle Connor
Pour les articles homonymes, voir Connor.
Kyle David Connor (né le 9 décembre 1996 à Shelby Township, dans le Michigan aux États-Unis) est un joueur professionnel américain de hockey sur glace. Il évolue actuellement à la position d'ailier gauche pour les Jets de Winnipeg dans la LNH.

## Biographie

### En club
Kyle Connor débute en 2012 en USHL avec les Phantoms de Youngstown. Lors de la saison 2013-2014, il enregistre un nouveau record de points marqués en une saison pour la franchise des Phantoms avec 74 points. Il réitère cette performance durant la saison 2014-2015 à l'issue de laquelle il inscrit 80 points. Il est élu meilleur attaquant et meilleur joueur de la saison en USHL à la suite de cette campagne. 
Il est repêché à la 17e position du repêchage d'entrée dans la LNH 2015 par les Jets de Winnipeg.
Il joua son premier match dans la LNH le 13 octobre 2016 contre les Hurricanes de la Caroline dans une victoire de 5-4 en prolongation. Il récolte son premier point lors de ce match.
Le 11 avril 2016, il signe son premier contrat professionnel d'entrée avec les Jets de 925 000 $ par an.
Le 27 octobre 2016, 2 semaines après ses débuts dans la LNH, il marque son premier but contre le gardien de but finlandais Antti Niemi, des Stars de Dallas, dans une victoire de 4-1. C'est aussi le but gagnant de la rencontre.
Le 28 septembre 2019, il signe un gros contrat avec les Jets de 7 ans et 50 000 000 $, soit 7 142 857 $ par an.
Le 23 mars 2019, l'originaire de Shelby Township inscrit son premier tour du chapeau en carrière contre les Predators de Nashville dans un blanchissage de 5-0.
Le 31 décembre 2019, il marque son deuxième tour du chapeau en carrière dans une victoire de 7-4 contre l'Avalanche du Colorado.

### Carrière internationale
Il représente les États-Unis au niveau international. Il gagne la médaille d'or au championnat du monde - 18 ans en 2014.

## Statistiques

### En club
| Saison     | Équipe                 | Ligue      |     | Saison régulière | Saison régulière | Saison régulière | Saison régulière | Saison régulière |    | Séries éliminatoires | Séries éliminatoires | Séries éliminatoires | Séries éliminatoires | Séries éliminatoires |
| Saison     | Équipe                 | Ligue      | PJ  | B                | A                | Pts              | Pun              | PJ               | B  | A                    | Pts                  | Pun                  |                      |                      |
| 2012-2013  | Phantoms de Youngstown | USHL       | 62  | 17               | 24               | 41               | 16               | 9                | 0  | 3                    | 3                    | 0                    |                      |                      |
| 2013-2014  | Phantoms de Youngstown | USHL       | 56  | 31               | 43               | 74               | 12               | -                | -  | -                    | -                    | -                    |                      |                      |
| 2014-2015  | Phantoms de Youngstown | USHL       | 56  | 34               | 46               | 80               | 6                | 4                | 3  | 1                    | 4                    | 0                    |                      |                      |
| 2015-2016  | Université du Michigan | Big-10     | 38  | 35               | 36               | 71               | 6                | -                | -  | -                    | -                    | -                    |                      |                      |
| 2016-2017  | Jets de Winnipeg       | LNH        | 20  | 2                | 3                | 5                | 4                | -                | -  | -                    | -                    | -                    |                      |                      |
| 2016-2017  | Moose du Manitoba      | LAH        | 52  | 25               | 19               | 44               | 14               | -                | -  | -                    | -                    | -                    |                      |                      |
| 2017-2018  | Moose du Manitoba      | LAH        | 4   | 3                | 2                | 5                | 0                | -                | -  | -                    | -                    | -                    |                      |                      |
| 2017-2018  | Jets de Winnipeg       | LNH        | 76  | 31               | 26               | 57               | 16               | 17               | 3  | 7                    | 10                   | 2                    |                      |                      |
| 2018-2019  | Jets de Winnipeg       | LNH        | 82  | 34               | 32               | 66               | 18               | 6                | 3  | 2                    | 5                    | 0                    |                      |                      |
| 2019-2020  | Jets de Winnipeg       | LNH        | 71  | 38               | 35               | 73               | 34               | 4                | 0  | 1                    | 1                    | 0                    |                      |                      |
| 2020-2021  | Jets de Winnipeg       | LNH        | 56  | 26               | 24               | 50               | 12               | 8                | 3  | 4                    | 7                    | 0                    |                      |                      |
| 2021-2022  | Jets de Winnipeg       | LNH        | 79  | 47               | 46               | 93               | 4                | -                | -  | -                    | -                    | -                    |                      |                      |
| 2022-2023  | Jets de Winnipeg       | LNH        | 82  | 31               | 49               | 80               | 20               | 5                | 3  | 1                    | 4                    | 0                    |                      |                      |
| 2023-2024  | Jets de Winnipeg       | LNH        | 65  | 34               | 27               | 61               | 6                | 5                | 3  | 2                    | 5                    | 4                    |                      |                      |
| 2024-2025  | Jets de Winnipeg       | LNH        | 82  | 41               | 56               | 97               | 25               | 13               | 5  | 12                   | 17                   | 0                    |                      |                      |
| Totaux LNH | Totaux LNH             | Totaux LNH | 613 | 284              | 298              | 582              | 139              | 58               | 20 | 29                   | 49                   | 6                    |                      |                      |

### En équipe nationale
| Année | Équipe         | Compétition                  |   | PJ | B | A | Pts | Pun           |  | Résultat |
| 2014  | États-Unis U18 | Championnat du monde -18 ans | 7 | 4  | 3 | 7 | 0   | Médaille d'or |  |          |
| 2016  | États-Unis     | Championnat du monde         | 5 | 0  | 2 | 2 | 0   | 4e place      |  |          |
| 2025  | États-Unis     | Confrontation des 4 nations  | 3 | 0  | 1 | 1 | 0   | Finalistes    |  |          |

## Trophée et honneurs personnelles

### Junior
- 2014-2015[7]
  - Joueur de l'année dans la United States Hockey League
  - Trophée Dave Taylor du joueur junior de l'année dans la USHL

- 2015-2016
  - Joueur de l'année de la Big Ten
  - Finaliste du trophée Hobey-Baker
  - Champion marqueur de la Big Ten
  - Recrue de l'année de la Big Ten
  - Recrue du mois HCA (décembre)
  - Recrue du mois HCA (janvier)
  - Trophée Tim Taylor dans la NCAA

### Ligue nationale de hockey
- 2021-2022 : 
  - participe au 66e Match des étoiles
  - récipiendaire du trophée Lady Byng
- 2023-2024 : participe au 68e Match des étoiles